# Chiesa di San Biagio (Caldana)
La chiesa di San Biagio è un edificio sacro situato a Caldana, nel comune di Gavorrano in provincia di Grosseto.

## Storia
L'edificio venne costruito, in questa località poco distante dalle cave di marmo detto "portasanta", nel XVI secolo, su probabile impianto duecentesco, con facciata attribuita alla scuola dell'architetto rinascimentale Antonio da Sangallo il Vecchio. Nel 1828 fu costruito il campanile e nel 1970 tutta la struttura ha subito un notevole intervento di restauro.

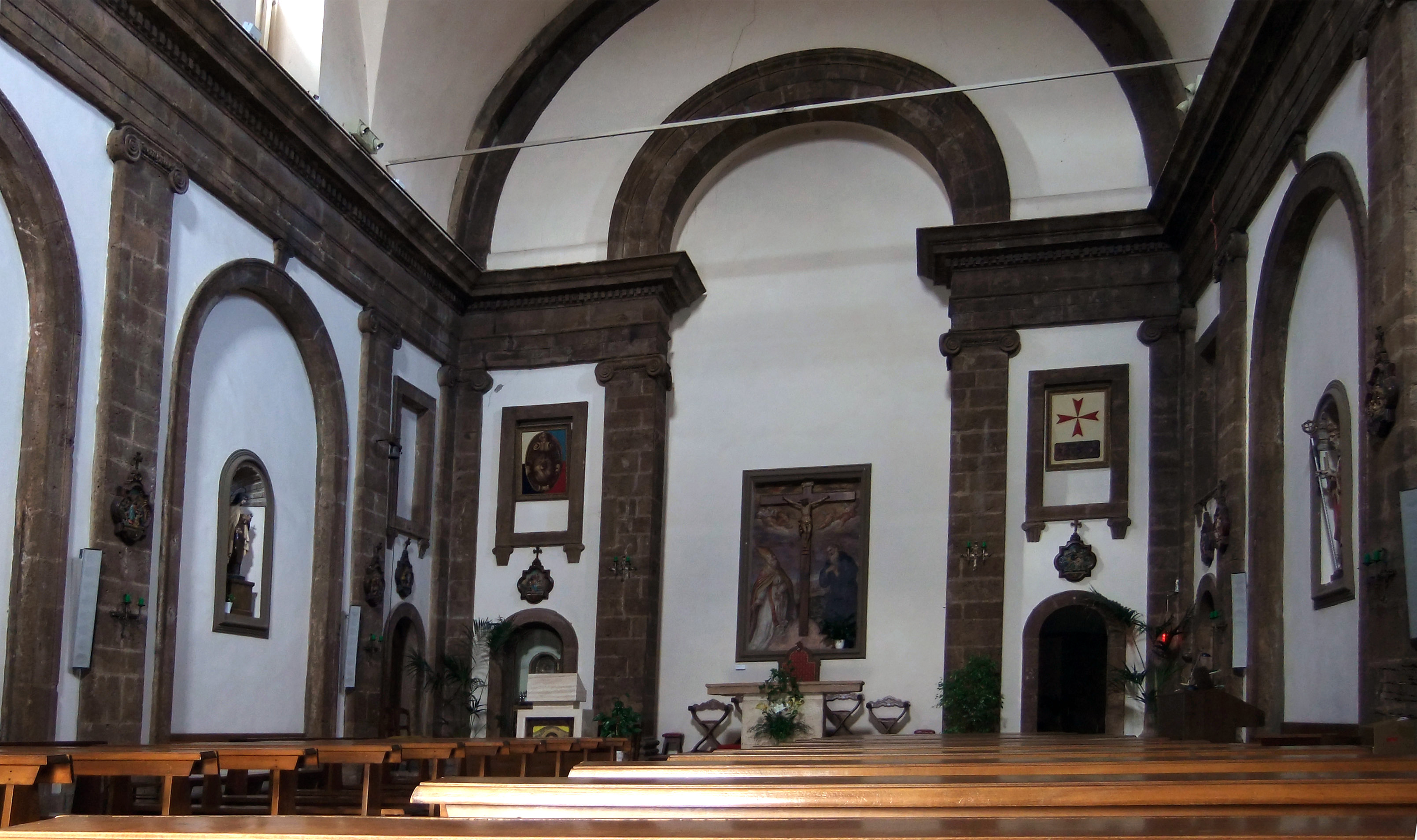
Interno della chiesa

## Descrizione

### Esterno
La facciata, di notevole pregio, è stata avvicinata alla progettazione di Antonio da Sangallo il Vecchio, cogliendone le somiglianze con l'omonima chiesa di Montepulciano. Essa si presenta ripartita in due ordini sormontati da un frontone che reca, al centro, lo stemma della famiglia Agustini, patrona della chiesa.

### Interno
Nell'interno, a una navata, sono due tele raffiguranti San Luca con la Madonna e il Bambino e l'Assunzione della Vergine, attribuibili ad artisti senesi della prima metà del XVII secolo, forse a Giovanni Pelliccioni da Colle che è documentato operante per questa chiesa tra 1622 e 1623, per conto del Marchese Marcello Agostini, Balì di Siena.
L'affresco dell'altare maggiore con San Biagio e San Guglielmo in adorazione del Crocifisso è invece opera di Giuseppe Nicola Nasini.